# Marcelo Rosada Silva
Marcelo Rosada Silva (Porto Alegre, 29 januari 1976) is een voormalig Braziliaans voetballer.

## Carrière
Marcelo Rosada Silva speelde tussen 1995 en 2001 voor Internacional, Flamengo en Cerezo Osaka.